# Карабін (пристрій)

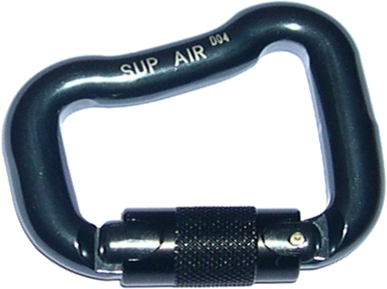
Металевий асиметричний D-подібний карабін, використовуваний в парапланеризмі.

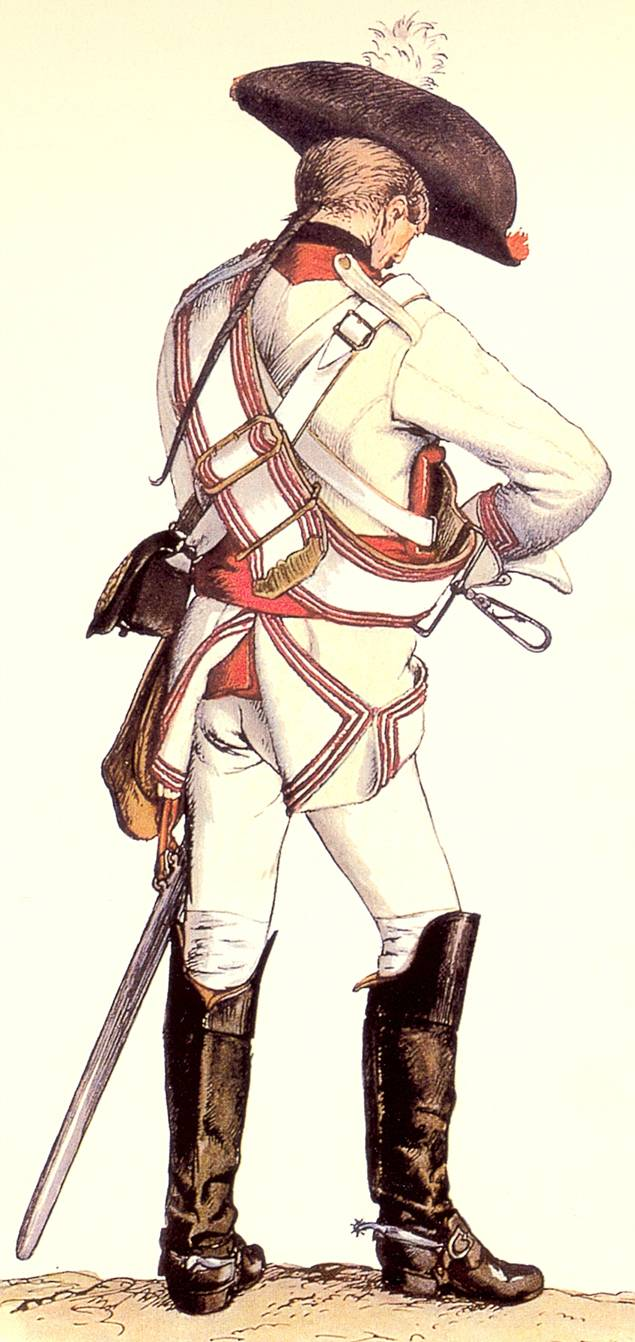
Карабін на панталері прусського кірасира, середина XVIII ст.

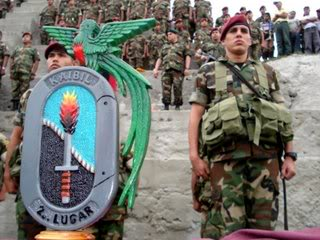
Kaibiles

Карабі́н — швидкодійна сполучна ланка між двома предметами, що мають петлі. Карабін має форму скоби з пружинною засувкою.

## Історія
Спочатку, «карабінчиком» або «карабіном» називали гак із засувкою (нім. Karabinerhaken — «карабінний-гак»), за допомогою якого підвішували карабіни до перев'язу, — панталеру, після чого сутичка тривала пістолетами або холодною зброєю.
Близький до карабіна пристрій згадується вже у 1616 році в книжці Kriegskunst zu Pferdt («Військове мистецтво на коні») військового письменника Йоганна Якоба фон Валльгаузена (Johann Jakob von Wallhausen).
Перший докладний опис можна знайти в «Економічній енциклопедії» 1785 року.
У США 7 квітня 1868 року був запатентований простий карабін для з'єднання ланцюгів .
Інший патент на винахід карабіна був отриманий у 1906 році.

## Використання
Карабін — основний з'єднувальний пристрій у скелелазінні, альпінізмі, промисловому альпінізмі, спелеології, дельтапланеризмі, парашутному спорті, роупджампінгу і багатьох інших суміжних видах діяльності. Застосовується для страховки, самостраховки, як блоки для сполучення мотузок із скельними гаками та інше.
Також у силу своєї універсальності використовується (у різних варіантах) в рюкзаках, ранцях, сумках, кріпленнях для зв'язки ключів тощо.

## Матеріали
Виготовляються, залежно від призначення, із різних матеріалів. Карабіни, що застосовуються в промисловому альпінізмі, при рятувальних роботах, в індустрії та інших місцях, де важливі надійність і довговічність на противагу масі, виготовляються із сталі.
Карабіни із сплавів на основі алюмінію (у просторіччі часто звані «алюмінієвими») в нинішній час практично витіснили сталеві в спортивному і аматорському секторі. Вони дорожчі від сталевих, але значно легші, і незважаючи на це, витримують ті значні навантаження, яких вони зазнають у спортивному скелелазінні.
Карабіни з титану тепер майже повністю витіснені «алюмінієвими» і використовуються рідко. Основна причина — крихкість титану і його мала теплопровідність. Найменша подряпина або мікротріщина є концентратором напруги та може призвести до зламання (навіть є вираз «титан — метал крилатий: коли полетить, ніхто не знає»). А мала теплопровідність порівняно з алюмінієм призводить до плавлення мотузки.
Карабіни з пластику. Використовуються виключно як допоміжні для розвішування та перенесення різних допоміжних предметів — відра, мотузки і т. ін. Розраховане навантаження не перевищує 15 кг.

## Види карабінів

### Муфтові і безмуфтові карабіни
Муфтові карабіни оснащені спеціальною муфтою, що не дає їм мимоволі відкриватися. Муфти бувають нарізеві, байонетні та пружинні (автоматичні), останні більш зручні для роботи однією рукою, але можуть відмовити на морозі.

### Карабіни із «зубом» та замком «Key Lock»
Нині часто карабіни виготовляють із системою Key-Lock (трапляються й інші назви). Це означає, що в місці, де при закритті карабіна примикає засувка, на тілі карабіна відсутній так званий «зуб». Такі карабіни зручніші, так як не чіпляються «зубом» за гаки, троси закладок, мотузку.

### Карабіни «Maillon rapide»
У тих випадках, коли передбачається навантаження на карабін, яке за напрямком не збігається з його довгою стороною або навантаження спрямовані більш ніж у дві сторони (детальніше див. нижче), застосовуються спеціальні карабіни Maillon rapide (буквально — «швидка ланка», «швидке кільце»), по-простацьки — «рапід». Відмінною рисою цих карабінів є відсутність відкидної засувки, яка замінена посиленою нарізною муфтою, і виготовлення з сталевого прутка. Найчастіше використовуються рапіди овальної форми № 7 і 8 (номер позначає діаметр прутка, мм). У спелеології застосовуються також рапіди напівкруглої і дельтоподібної форми з діаметром прутка 10 мм, де вони виступають центральною ланкою підвісної системи, до якого приєднується інше спорядження. Значно рідше використовують рапіди прямокутної форми (для з'єднання плоских стрічок) і у вигляді скрученого овалу.

### Форма карабінів
Карабіни повинні мати таку форму, щоб мимовільно правильно розташовуватися в руці і на мотузці. За формою карабіни бувають овальні, трикутні, трапецієподібні (D-подібні), асиметричні D-подібні, грушоподібні та ін.

#### Овальні карабіни
Овальні карабіни найпростіші і дешеві. Їхній основний недолік у тому, що навантаження розподіляється рівномірно на дві половини карабіна, в тому числі і на слабку сторону з замком. Універсальний карабін використовується, наприклад, для організації карабінового гальма.

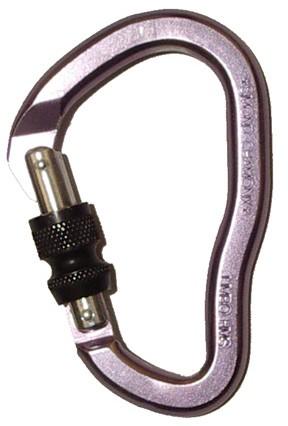
Грушоподібний карабін

#### Трапецієподібні карабіни
При рівній міцності з овальними карабінами мають меншу вагу, так як основне навантаження передається через більш міцну спинку карабіна.

#### Асиметричні D-подібні карабіни і трикутні карабіни
Схожі на D-подібні карабіни, відрізняються тим, що мають більший просвіт для мотузки і в них зручніше в'язати вузли (наприклад вузол UIAA), і в них простіше замикатися.

#### Грушоподібні карабіни/Карабіни HMS

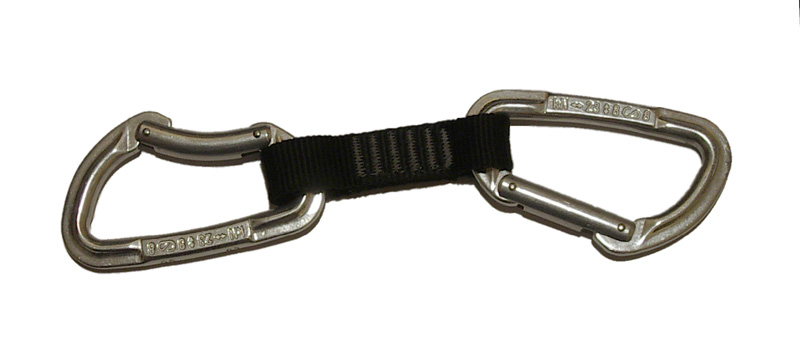
Карабін з вигнутою скобою і асиметричний D-подібний карабін на відтяжці

Схожі на асиметричні D-подібні карабіни, більш великі і їх легше застібувати на мотузках. Часто в назві карабіна можна зустріти абревіатуру HMS — це говорить про те, що даний карабін має грушоподібну форму і зручний для роботи зі спусковими пристроями і вузлом UIAA. Ряд таких карабінів випускалися в вигнутому (3D) варіанті (на ілюстрації) для більш зручної роботи з подвійною мотузкою.

#### Карабіни з вигнутою скобою
Відрізняються від D-подібних карабінів тільки тим, що мають вигнуту всередину засувку, що полегшує просування мотузки.

## Використання карабінів і догляд за ними
Згідно з рекомендаціями UIAA, мінімальне навантаження, яке повинен витримувати альпіністський карабін без руйнування, повинно бути більше 20 кН за поздовжньою віссю і 4 кН поперечно. Граничне статичне навантаження на альпіністський карабін становить від 20 до 30 кН, що більше зазвичай зустрічається при нормальному використанні (точніша інформація вказується на скобі карабіна або в паспорті).

### Основні правила використання карабінів
- Поводьтеся з карабінами акуратно та обережно.
- Навантажуватися має довга сторона карабіна, при цьому точок прикладання навантаження може бути тільки дві. Якщо навантажувати коротку сторону, карабін легко зламати. Як правило, граничне навантаження в напрямку цієї осі становить від 6 до 10 кН.
- Не навантажуйте відкриті карабіни. Якщо карабін відкритий, то граничне навантаження становить від 6 до 10 кН, тобто у 2-4 рази менше нормального.
- Карабін має бути правильно розташований. Сторонні предмети не повинні торкатися карабіну, так як в цьому випадку, він починає працювати на злам, що знижує його навантажувальну здатність.
- При роботі з мотузяними карабінами будьте пильні! Карабін може відкритися сам при ударі (у тому числі засувкою) об сторонні предмети, і/або при вібрації, викликаної протравленням мотузки.
- Іноді мотузка може сама висуватися з карабіна без муфти. Тому треба бути дуже уважним при роботі з карабінами і відтяжками. Мотузка повинна всуватися в карабін так, щоб вона йшла знизу вгору і не утворювала вузлів. Мотузка не має притискати муфту карабіна, так як це може призвести до висування мотузки з карабіна. Основний критерій правильного всування мотузки в проміжну точку страховки той, що при русі через нього мотузка повинна піднімати карабін, а не притискати його до скелі або іншого рельєфу[6].
- Карабін з різьбовою муфтою треба замикати так, щоб мотузка при русі вгору не розгвинчувала муфту.

### Догляд за карабінами
Користуйтеся тільки справними карабінами:
- Поверхня карабіна не повинна мати тріщин, задирок, пропилу, іржі, сильної потертості тощо.
- Засувка повинна відкриватися легко і швидко. Переконайтеся, що карабін закривається вільно і повністю. У муфтових карабінів аналогічно перевіряється функціонування муфти.
- Перевіряють стан заклепки. Її вигин або пошкодження неприпустимі[7].

При недодержанні будь-якого пункту перевірюваний карабін треба знищити.
Знищенню підлягають також карабіни, що падали з великої висоти, бо при цьому можуть виникнути мікротріщини, які сильно знижують граничне навантаження на карабін.
Карабіни слід тримати сухими і чистими. Бережіть їх від корозії. Деякі пошкодження допустимо зачистити шкуркою 220—400 номера (крім титанових — у них ремонт неприпустимий). Якщо через бруд заклинила засувка, то карабін слід промити в теплій мильній воді і прополоскати, потім змастити графітовим мастилом пружинку засувки і внутрішню поверхню муфти.